# Chrīstos Serelīs
Chrīstos Serelīs (in greco Χρήστος Σερέλης?; Lavrio, 21 agosto 1974) è un allenatore di pallacanestro greco.

## Palmarès

### Individuale
- A1 Ethniki allenatore dell'anno: 1

Lavrio: 2020-2021